# Шахмайкино
 Шахмайкино  (тат. Шахмай) — село в Новошешминском районе Татарстана. Административный центр Шахмайкинского сельского поселения.

## География
Находится на реке Челна (левый приток реки Шешма), в 14 км к западу от села Новошешминска.

## История
Основано в первой половине XVIII века. Упоминалось также как Шехмаева. 
До 1860-х годов жители относились к сословию государственных крестьян, привлекались к лашманской повинности. Занимались земледелием, разведением скота. 
В «Списке населенных мест по сведениям 1859 года», изданном в 1866 году, населённый пункт упомянут как казённая деревня Шахмайкино 1-го стана Чистопольского уезда Казанской губернии. Располагалась при речке Челне, по правую сторону Оренбургского почтового тракта, в 38 верстах от уездного города Чистополя и в 12 верстах от становой квартиры в казённом пригороде Новошешминске. В деревне в 245 дворах жили 1538 человек (780 мужчин и 758 женщин). Была мечеть.
По сведениям переписи 1897 года, в деревне Шахмайкино Чистопольского уезда Казанской губернии жили 1901 человек (945 мужчин и 956 женщин), из них 1897 мусульман.
В начале XX века здесь действовали 2 мечети, построенные в 1870-е годы (одна для первой махалли, другая — для второй: отстроена заново в 1922 г.; памятник архитектуры), 2 ветряные мельницы, 11 бакалейных лавок. В этот период земельный надел сельской общины составлял 4922 десятины. 
До 1920 года село входило в Каргалинскую волость Чистопольского уезда Казанской губернии. С 1920 года в составе Чистопольского кантона ТАССР. С 10.08.1930 в Чистопольском, с 10.02.1935 в Кзыл-Армейском, с 23.05.1958 в Новошешминском, с 01.02.1963 в Чистопольском, с 26.04.1983 в Новошешминском районах.

## Население
Постоянных жителей было: в 1782—187 душ мужского пола, в 1859—1538, в 1897—2120, в 1908—1920, в 1920—2022, в 1926—1777, в 1938—1353, в 1949—635, в 1958—790, в 1970—826, в 1979—671, в 1989—603, в 2002 — 594 (татары 98 %), 538 в 2010.

## Экономика
Полеводство, молочное скотоводство.

## Инфраструктура
Средняя школа, детский сад, фельдшерско-акушерский пункт, дом культуры, библиотека, отделение почтовой связи.

## Религия
Мечеть.